# Daniel Ruiz La Rosa
Daniel Ruiz (Huaral, 16 de septiembre de 1933) es un exfutbolista peruano. Jugaba de delantero. Su carrera se desarrolló principalmente en Universitario de la Primera División del Perú. También fue integrante de la selección de fútbol del Perú.

## Trayectoria
Daniel "El Chino" Ruiz nació en Huaral, a 70 km al norte de Lima, el 16 de septiembre de 1933. Es hermano de los jugadores Jaime Ruiz y "Pedrito" Ruiz ídolo de Unión Huaral. Se inició en Social Huando de su ciudad natal.
Veloz delantero de Universitario, siendo uno de los mayores goleadores del cuadro merengue en el torneo peruano anotando 105 goles en primera división. Fue goleador de la "U" en 5 temporadas consecutivas, entre 1956 y 1960, siendo máximo scorer en 3 campeonatos habiendo anotado 16 goles (en 1956), 20 goles (en 1957) y 28 goles (en 1959). Su mayor virtud fue estar siempre donde debía estar para anotar.
La máxima goleada oficial de Universitario frente a Alianza Lima se dio en junio de 1959, el cuadro crema goleó 6:2 con cinco goles de Ruiz y uno de Jacinto Villalba.
En noviembre del mismo año Universitario volvió a golear 4:0 al cuadro blanquiazul con una tripleta de Ruiz y uno de Ángel Uribe, clásico clave para las aspiraciones por el título del equipo crema y así dejar atrás la racha negativa de una década sin títulos. A falta de tres fechas para la culminación del campeonato Universitario saldría campeón frente al Sport Boys, su más cercano perseguidor, tras empatar 1:1 con gol de Ruiz y Manuel Farfán para el cuadro rosado.
En 1960, por quinto año consecutivo, se convirtió en el máximo anotador crema en el campeonato nacional. El año 63, deja Universitario para jugar por el Mariscal Sucre. Posteriormente recala en el Juan Aurich, con quienes asciende a la Primera Profesional tras anotar un gol contra el FBC Melgar en la final de la Copa Perú y quedar terceros. Se retira en 1968.

## Selección nacional
Fue internacional con la selección de fútbol de Perú.

## Clubes
- Universitario de Deportes (1955-1963)
- Mariscal Sucre (1963-1965)
- Juan Aurich (1965-1968)

## Palmarés

### Campeonatos nacionales
| Título                    | Club          | País | Año  |
| ------------------------- | ------------- | ---- | ---- |
| Primera División del Perú | Universitario | Perú | 1959 |
| Primera División del Perú | Universitario | Perú | 1960 |

### Distinciones personales
| Distinción                               | Equipo        | Año  |
| ---------------------------------------- | ------------- | ---- |
| Goleador de la Primera División del Perú | Universitario | 1956 |
| Goleador de la Primera División del Perú | Universitario | 1957 |
| Goleador de la Primera División del Perú | Universitario | 1959 |
| Goleador de la Copa Perú                 | Juan Aurich   | 1967 |

## Comentarios
"El goleador de la "U" era Daniel "Chino" Ruiz, hermano de Pedrito. En la posición en que estaba, cualquiera que sea, lograba goles... Cierta vez ante Alianza se hallaba en el área, de espaldas al arco, cuando le llega la pelota se agacha y con una chalaca cortita la mete al arco. ¿Oye, qué has echo, hombre? le dije. Era increíble".
 Alberto "Toto" Terry.